# Walkenried
Walkenried ist eine Gemeinde am Rande des Südharzes im niedersächsischen Landkreis Göttingen.

## Geografie

### Lage
Walkenried liegt an der Wieda. Bis zur deutschen Wiedervereinigung von 1990 befand sich Walkenried unmittelbar an der innerdeutschen Grenze, die südlich und östlich der Gemeinde verlief. Der Kernort Walkenried und der Ortsteil Zorge sind staatlich anerkannte Luftkurorte; Wieda gilt als heilklimatischer Kurort und Walkenried seit 2024 als staatlich anerkannter Ausflugsort in Niedersachsen.
Die Gemeinde Walkenried liegt im Dreieck der Bundesstraßen B 4, B 27 und B 243 am Südrand des Harzes.
Das Gebiet der Gemeinde liegt zwischen 280 und 710 m ü. NHN.

### Gemeindegliederung
Die Gemeinde Walkenried ist eine Einheitsgemeinde und besteht aus folgenden Ortschaften (in Klammern Einwohnerzahl am 31. Dezember 2015):
- Walkenried (Kernort) mit Wiedigshof (2258)
- Wieda (1295)
- Zorge (984)

### Nachbargemeinden
- Ellrich 3 km
- Bad Sachsa 6 km
- Bad Lauterberg 16 km
- Nordhausen 18 km
- Braunlage 20 km

### Nächstgelegene Städte
- 15 km Nordhausen
- 25 km Duderstadt
- 30 km Osterode am Harz
- 30 km Wernigerode
- 40 km Goslar
- 48 km Göttingen

## Geschichte

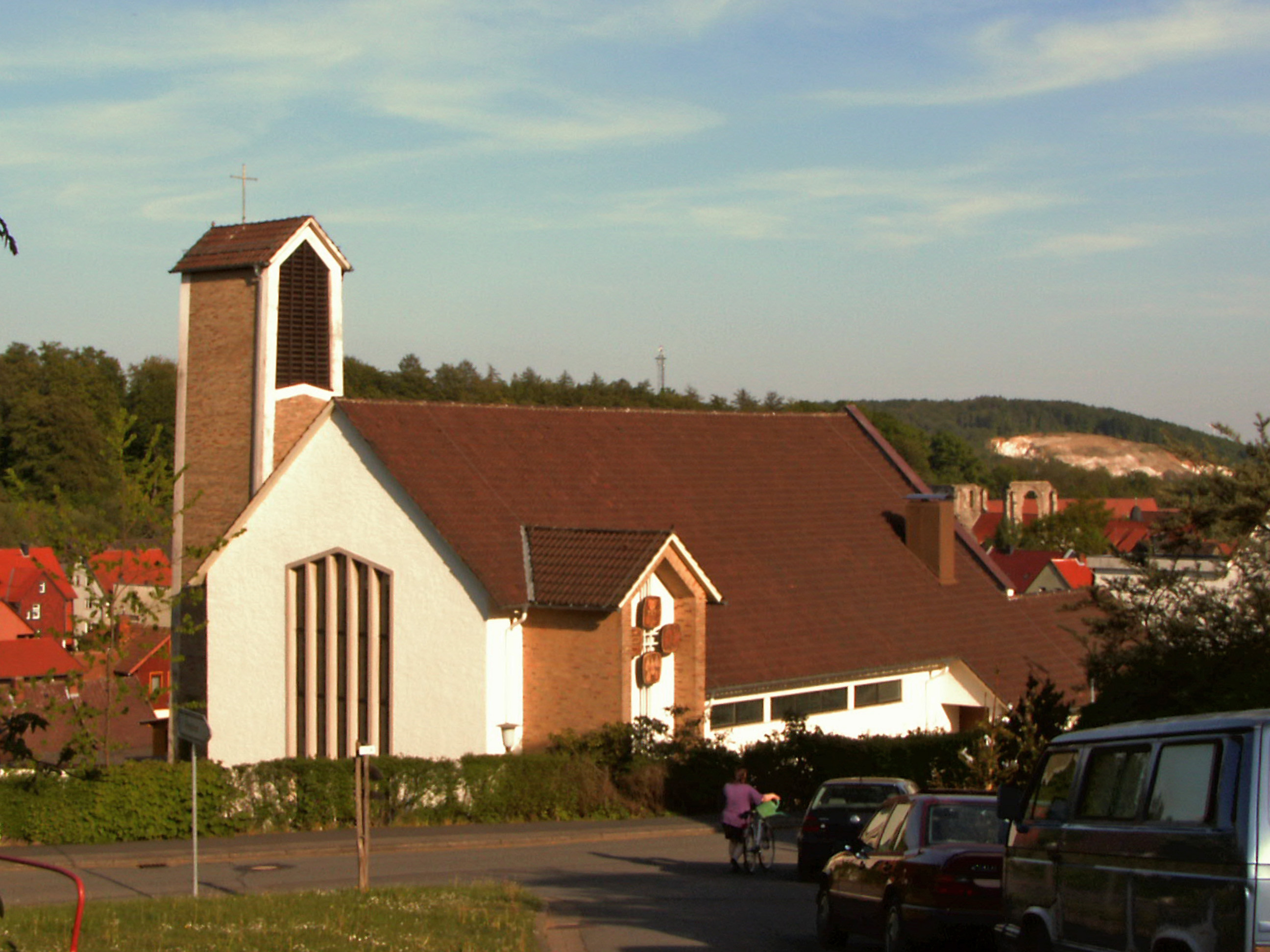
Heilig-Kreuz-Kirche

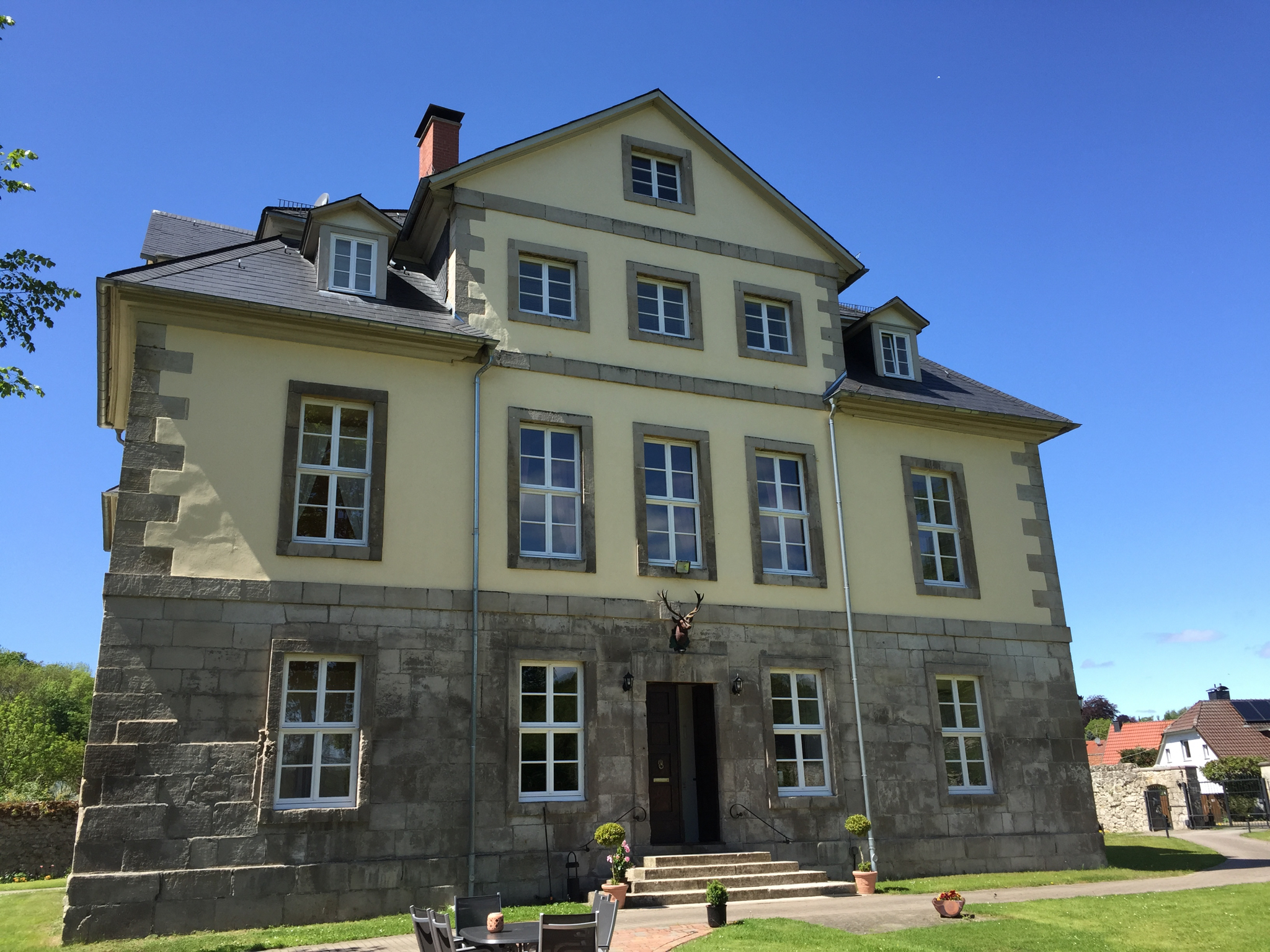
Jagdschloss Walkenried

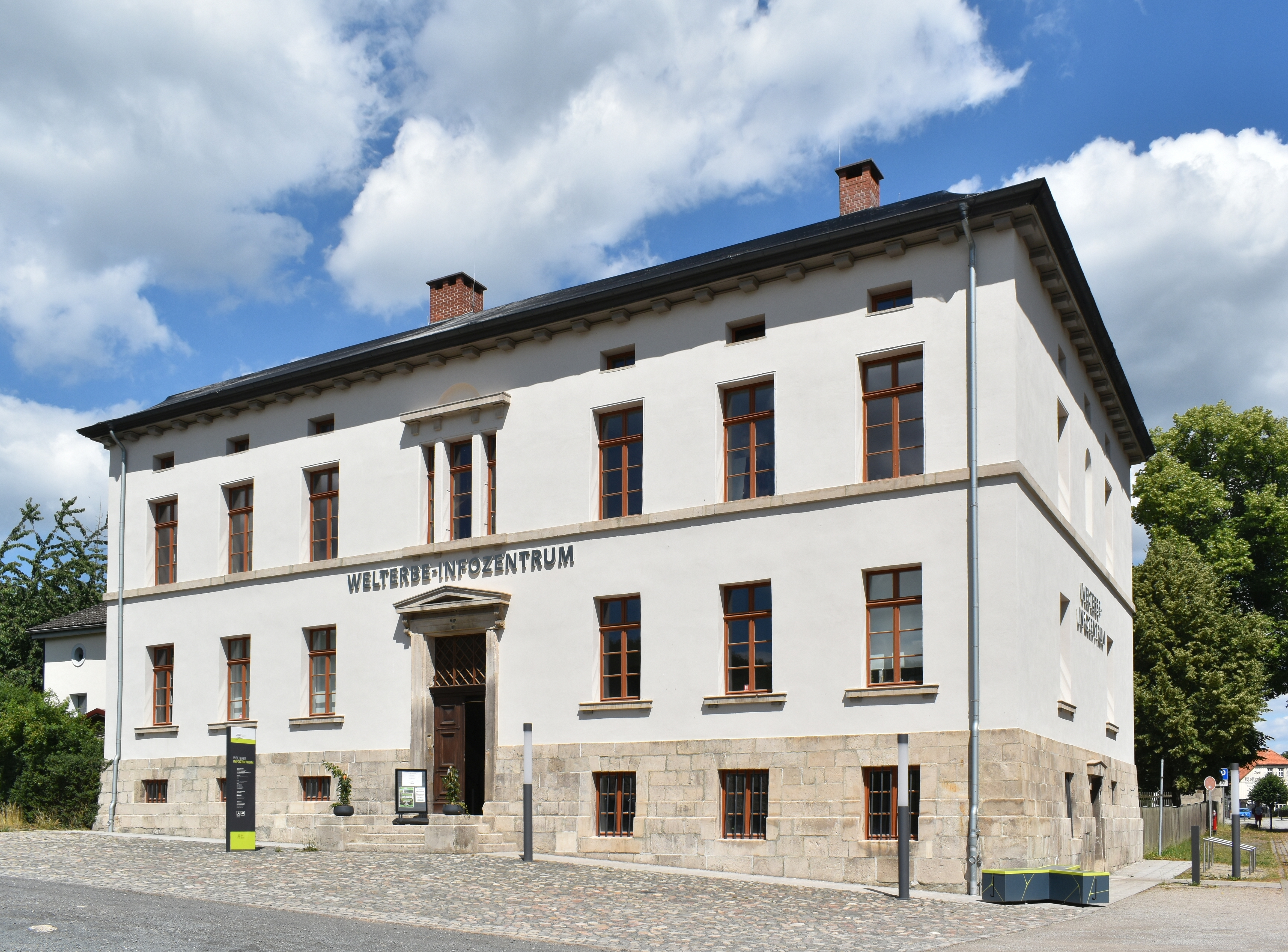
Herrenhaus Walkenried

Walkenried wurde im Jahr 1085 erstmals erwähnt. Historischer Mittelpunkt ist das 1127 von Zisterziensern errichtete Kloster Walkenried. Die ursprünglich bewaldete Walkenrieder Sumpflandschaft wurde ab dem 12. Jahrhundert durch die Mönche des anliegenden Zisterzienserklosters Walkenried in eine Teichlandschaft mit einem fruchtbaren Ackerland umgewandelt. 365 Teiche sollen von den Mönchen angelegt worden sein, um der Überlieferung nach für jeden Tag des Jahres einen Teich zum Abfischen zur Verfügung zu haben. Heute sind allerdings nur 50 davon nachweisbar. Alle Teiche befinden sich im Naturschutzgebiet Priorteich/Sachsenstein. Einige Teiche werden durch den örtlichen Sportfischereiverein bewirtschaftet.
Für den Braunschweiger Herzog August Wilhelm wurde von 1725 bis 1730 aus Abbruchsteinen des Klosters durch Landesbaumeister Hermann Korb ein Jagdschloss südlich des Klostergeländes errichtet. Die festen Mauern, welche den Garten des Schlosses im Süden und Westen umfassen, stammen noch aus der Zeit, als sich vor dem Schlossbau das klösterliche Gestüt Wildenhof dort befand. Das erhalten gebliebene Jagdschloss Walkenried ist heute in Privatbesitz und wird als Hotelpension genutzt.
Deutschlandweit bekannt wurde der Ort nach dem Zweiten Weltkrieg, als sich hier zwischen Ellrich und Walkenried auf der sogenannten Südharzstrecke einer der bedeutendsten Eisenbahn-Grenzübergänge zwischen der britischen und der sowjetischen Besatzungszone befand. Die Zonengrenze verlief hier durch den alten Kreis Blankenburg, der somit in zwei Landkreise aufgeteilt wurde, wobei Walkenried dem niedersächsischen Landkreis Blankenburg zugeschlagen wurde. Im Rahmen der Kreisreform von 1972 kam Walkenried dann zum Landkreis Osterode am Harz.
Zur Entwicklung des Postwesens in Walkenried siehe: Postroute Braunschweig-Blankenburg
Am 1. November 2016 schlossen sich die Mitgliedsgemeinden der Samtgemeinde Walkenried, Zorge, Wieda und Walkenried, zur Gemeinde Walkenried zusammen, die Samtgemeinde Walkenried wurde aufgelöst. Mit dem Zusammenschluss der Landkreise Osterode am Harz und Göttingen am selben Tag gehört diese Gemeinde zum Landkreis Göttingen.
Im Herrenhaus Walkenried der ehemaligen Klosterdomäne wurde im Juli 2020 eines von drei Informationszentren der Stiftung UNESCO-Welterbe im Harz eröffnet.
Zudem hat auch die Tourist-Information Walkenried hier ihren neuen Sitz bekommen.

### Etymologie
Der Name bezog sich ursprünglich auf Alt-Walkenried, das eine Siedlung 1,5 km nördlich des Klosters war und im 12. Jahrhundert zu einer Grangie umgewandelt wurde (1205: „grangiam, que dicitur Vetus Walkenredde“). Ein „Alden Walkenride“ ist noch 1473 bezeugt.
Als Kompositum aus altsächsisch valk- und -hriod bedeutet der Name im Wind wiegendes Schilf. Die Genese des Toponyms (in Auszügen): 1085 „Walkenreit“, 1172 „Walkenriede“, 1496 „Walckenrid“, 1630 erstmals wie heute „Walkenried“.

### Konfessionsstatistik
Mit rund 56 % gehörte (Stand 2011) damals noch die Mehrzahl der Einwohner der evangelisch-lutherischen Kirche an, 10 % waren römisch-katholisch, und rund 30 % waren konfessionslos, gehörten einer anderen Glaubensgemeinschaft an oder machten keine Angabe (Volkszählung in der Europäischen Union 2011).
Die Zahl der Katholiken und vor allem die der Protestanten ist seitdem beträchtlich gesunken. Jahresende 2023 waren von den Einwohnern 39,1 % evangelisch und 9,1 % katholisch. 51,8 % waren konfessionslos, gehörten einer anderen Glaubensgemeinschaft an oder machten keine Angabe.

## Christentum
Die evangelisch-lutherische Kirchengemeinde Walkenried gehört zur Propstei Bad Harzburg der Evangelisch-lutherischen Landeskirche in Braunschweig. Der Kapitelsaal des ehemaligen Zisterzienserklosters wird seit 1570 für evangelische Gottesdienste benutzt.
Die katholische Heilig-Kreuz-Kirche wurde 1960 erbaut. Nach 1945 bildete sich in Walkenried eine katholische Kirchengemeinde, die bis zur Errichtung der Kirche ihre Gottesdienste im Kapitelsaal des ehemaligen Klosters feierte. Heute ist die Heilig-Kreuz-Kirche eine Filialkirche der Pfarrgemeinde St. Benno in Bad Lauterberg.

## Politik

### Rat
Der Rat der Gemeinde Walkenried besteht aus 14 Ratsfrauen und Ratsherren. Dies ist die festgelegte Anzahl für eine Gemeinde mit einer Einwohnerzahl zwischen 3.001 und 5.000 Einwohnern. Die Ratsmitglieder werden durch eine Kommunalwahl für jeweils fünf Jahre gewählt. Neben den 14 in der Ratswahl gewählten Mitgliedern ist außerdem der Bürgermeister im Rat stimmberechtigt.
| Sitzverteilung im RatInsgesamt 14 Sitze - SPD: 4 - B.I.S.S!: 3 - BLW: 1 - CDU: 5 - AfD: 1 |

### Bürgermeister
Zum hauptamtlichen Bürgermeister der Gemeinde Walkenried wurde 2021 Lars Deiters (parteilos) gewählt. Er erreichte mit 52,4 % der Stimmen gegen zwei Mitbewerber die notwendige Mehrheit und löst damit Dieter Haberlandt ab.
Chronik der Amtsinhaber

### Ortsrat
Neben dem Rat, der für die gesamte Gemeinde Walkenried zuständig ist, wurde auch ein Ortsrat gewählt, der politische Aufgaben des Kernortes Walkenried wahrnimmt.
Der Ortsrat setzt sich nach der Kommunalwahl am 12. September 2021 seit November aus fünf Ratspersonen zusammen.
| Sitzverteilung im Ortsrat WalkenriedInsgesamt 5 Sitze - SPD: 1 - B.I.S.S!: 2 - BLW: 1 - CDU: 1 |

### Ortsbürgermeister
Der Ortsbürgermeister der Ortschaft Walkenried ist Michael Reinboth (B.I.S.S!). Sein Stellvertreter ist Herbert Miche (fraktionslos).

### Weitere Ortsräte
Die beiden übrigen Ortschaften der Gemeinde Walkenried werden durch insgesamt 10 Ortsratsmitglieder in zwei Ortsräten vertreten. Seit der Kommunalwahl 2021 verteilen diese sich wie folgt:
| Ortsteil | CDU | SPD | 0WG | 0∑ |
| -------- | --- | --- | --- | -- |
| Wieda    | 3   | 2   | -   | 5  |
| Zorge    | 2   | 2   | 1 * | 5  |
| ∑        | 5   | 4   | 1   | 10 |

### Wappen
Das Wappen der Gemeinde Walkenried wurde aus den Hauptsymbolen der Wappen seiner drei Ortschaften zusammengesetzt. Das Wappen, das zuvor der Samtgemeinde Walkenried gehörte, wurde am 14. Mai 1975 vom hildesheimischen Regierungspräsidenten genehmigt. Am 1. November 2016 hat die Gemeinde Walkenried das Wappen der Samtgemeinde Walkenried übernommen.
| Wappen von Walkenried | Blasonierung: „Unter blauem Schildhaupt, darin ein schwebender goldener Abtstab mit silbernem Velum und nach unten gekehrter Krümme, gespalten durch eine aufsteigende, eingebogene goldene Spitze, rechts in Rot ein halber schreitender silberner Hirsch, links ein rot-silbern geschachtes Feld.“ |
| Wappen von Walkenried | Wappenbegründung: Walkenried, berühmt wegen seiner Klosterruine, war einst Mittelpunkt eines kleinen geistlichen Staatswesens im Heiligen Römischen Reich Deutscher Nation. Deshalb spielt der goldene Abtstab, der an die Äbte erinnert, in dem Wappen, das die Territorialgeschichte Walkenrieds erzählt die Hauptrolle. Der halbe schreitende silberne Hirsch erinnert an die frühere Zugehörigkeit zur Grafschaft Klettenberg, später Grafschaft Hohnstein-Klettenberg, welche das rot-silberne geschachte Feld im Wappen führte. Die goldene Spitze dient lediglich zur Trennung der beiden unteren Felder. |

## Kultur und Sehenswürdigkeiten

### Bauwerke
- Das ehemalige Zisterzienserkloster Walkenried aus dem 12. Jahrhundert wurde umfangreich saniert und kann besichtigt werden. Seit 1983 finden dort jährlich die Walkenrieder Kreuzgangkonzerte und seit 2008 der Klostermarkt Walkenried statt.
- Das fürstliche Jagdschloss Walkenried der Herzöge von Braunschweig-Wolfenbüttel war von 1756 bis 1966 ein Forstamt und ist seit 1976 eine Hotel-Pension.
- Im denkmalgeschützten Herrenhaus Walkenried der ehemaligen Kloster Domäne wurde am 22. Juli 2020 vom Niedersächsischen Wirtschaftsminister Bernd Althusmann das erste Welterbe-Informationszentrum der Stiftung UNESCO-Welterbe im Harz eröffnet.[17]

### Grünflächen und Naherholung, Naturschutzgebiete
- Die kulturhistorische Teichlandschaft ist für Wanderer erschlossen.
- Walkenried liegt im Südharzer Gipskarst-Gebiet und weist einige geologische Besonderheiten auf, darunter die in Deutschland einmaligen „Zwerglöcher“, Gips-Quellungshöhlen, die sich während der Umwandlung von Anhydrit in Gips durch Aufwölbung bilden.[18] Unweit des Ortes befinden sich die Naturschutzgebiete „Gipskarstlandschaft Bad Sachsa und Walkenried“ und „Priorteich/Sachsenstein“.

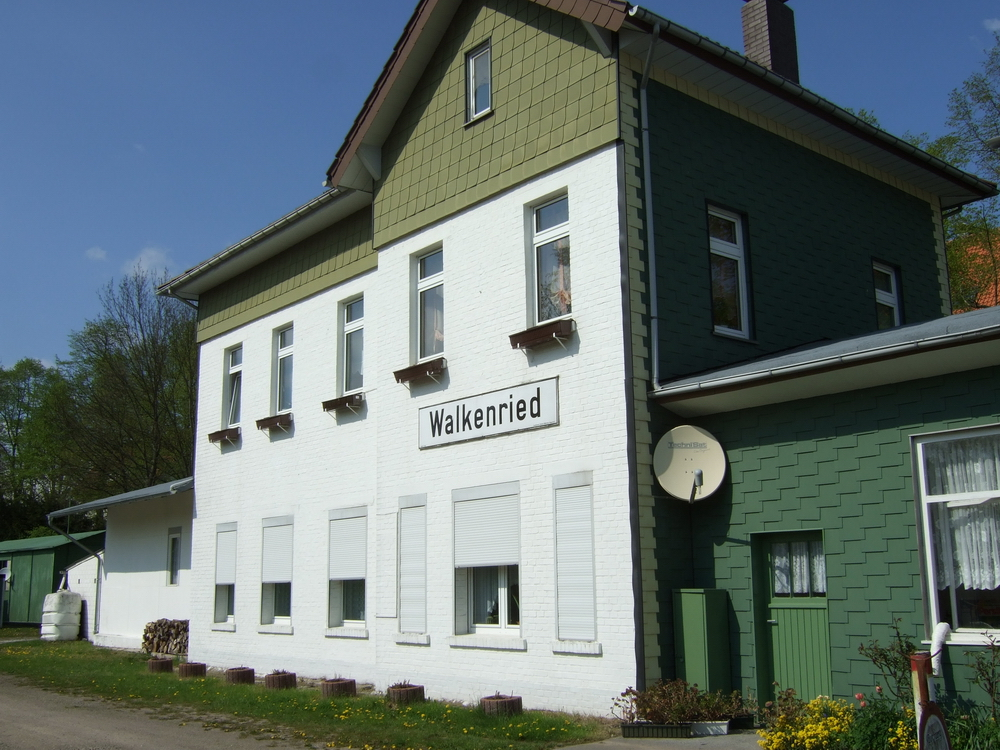
Ehemaliger SHE-Bahnhof Walkenried
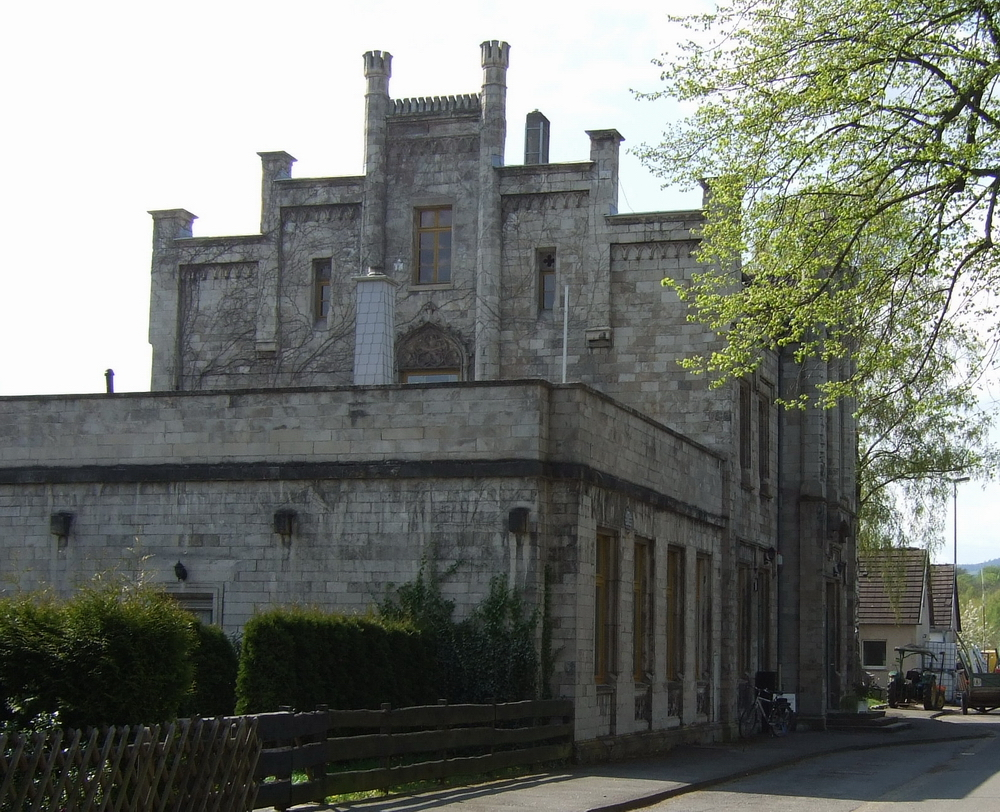
Ehemaliger Staatsbahn-Bahnhof Walkenried
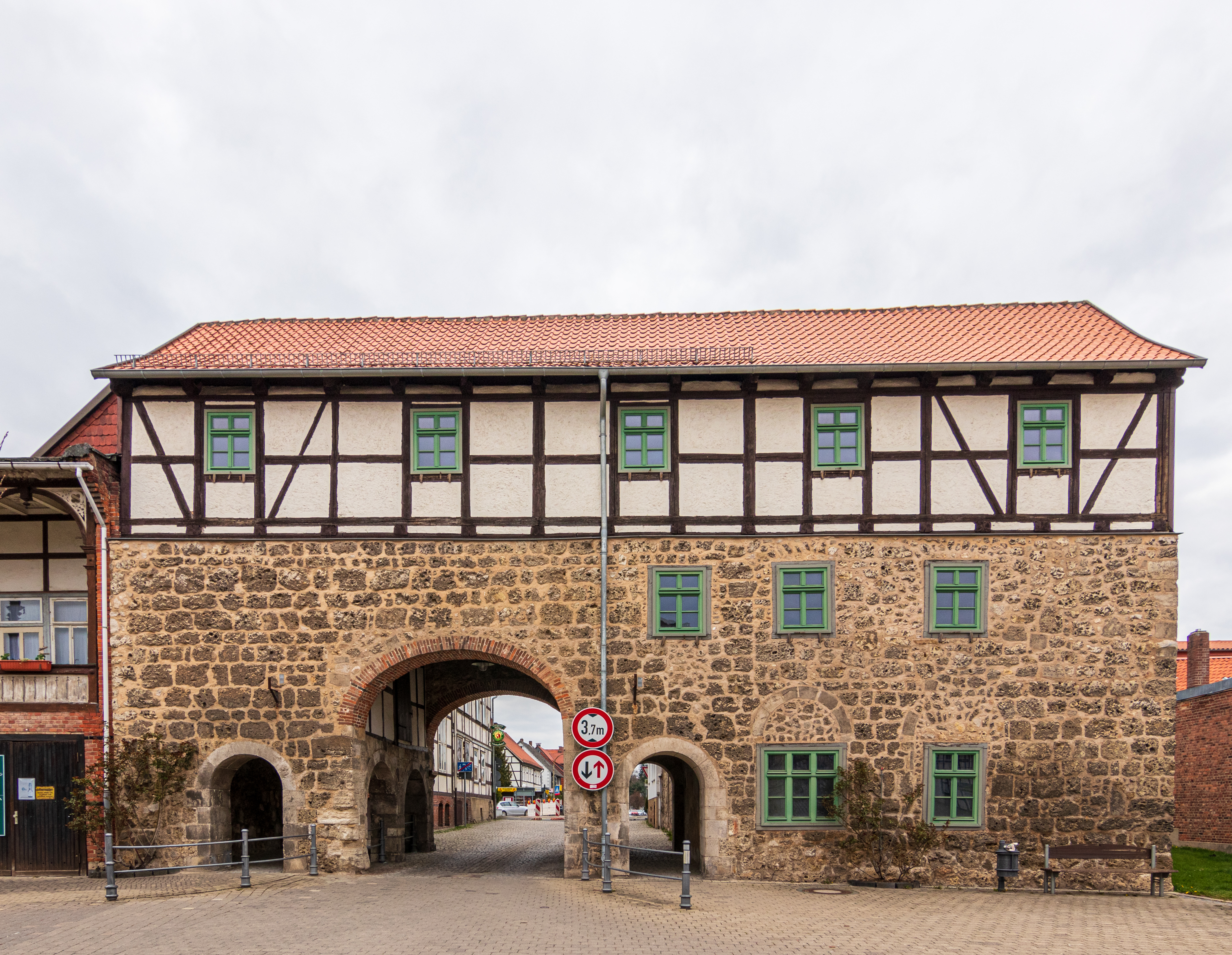
Torhaus des ehemaligen Zisterzienserklosters
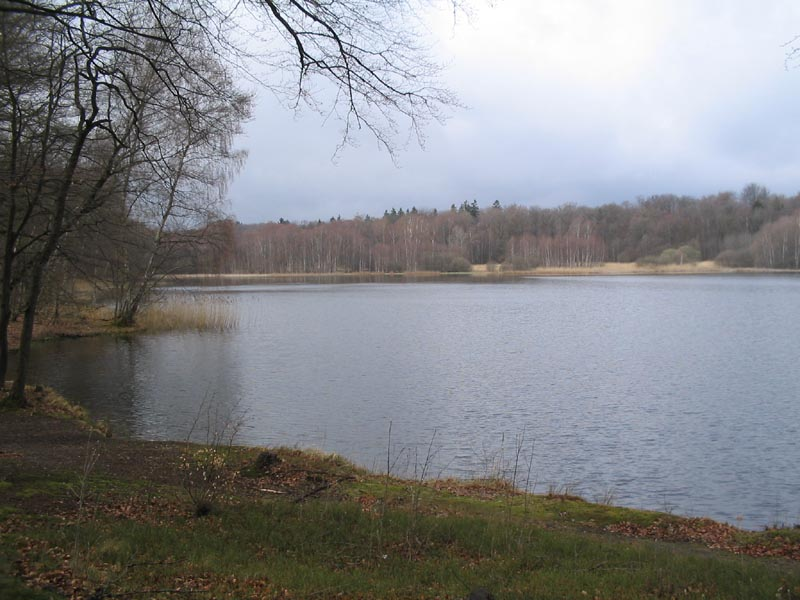
Priorteich westlich von Walkenried

### Vereine
- TV Friesen Walkenried e. V.
- Förderkreis Kloster Walkenried e. V.
- Deutscher Schäferhundsverein Ortsgruppe Walkenried
- Wir Walkenrieder – Walkenrieder für Walkenried e. V.
- Spielmannszug der Freiwilligen Feuerwehr Walkenried
- Freiwillige Feuerwehr Walkenried
- Jugendfeuerwehr Walkenried
- Tennisclub TC Walkenried e. V.
- Schützengesellschaft Walkenried von 1851 e. V.
- Deutsche Lebens-Rettungs-Gesellschaft e. V. Ortsgruppe Walkenried

### Regelmäßige Veranstaltungen
- Walkenrieder Kreuzgangkonzerte
- Schützenfest
- Harzer Klostersommer
- Mercedes-Benz Sterne Treffen auf dem Geiersberg Walkenried[19]
- Oldtimertreffen Südharz Classics[20]
- Klostermarkt Walkenried
- Weihnachtsmarkt auf dem Klostervorplatz

## Verkehr

### Schienenverkehr
Walkenried liegt an der Südharzstrecke. Am neuen Bahnhof im Ortszentrum halten Regionalbahnen der DB Regio nach Northeim und Nordhausen. Der alte Bahnhof liegt ein kurzes Stück weiter Richtung Northeim, dort endeten bis zur Wende alle Personenzüge. Früher begann in Walkenried auch die meterspurige Schmalspurbahn Walkenried–Braunlage/Tanne, welche aber später durch die heutige Buslinie 472 ersetzt wurde. 1963 wurde der letzte Streckenteil endgültig stillgelegt.

### ÖPNV
Walkenried ist über die Buslinien 470 und 472 mit dem Umland verbunden. Eine Linie bindet den Ortsteil Zorge an, während die andere Linie den Ortsteil Wieda anbindet. Am Bahnhof sowie im Ortszentrum am ehemaligen Kloster befinden sich kleine Busbahnhöfe. Betrieben wird der Linienbusverkehr in Walkenried von einem privaten Unternehmen im Auftrage des VSN.
- 470: Bad Sachsa – Walkenried – Zorge – Hohegeiß – Braunlage
- 472: Bad Sachsa – Walkenried – Wieda – Braunlage

## Persönlichkeiten

### Söhne und Töchter der Gemeinde
- Joachim Hildebrand (1623–1691), lutherischer Theologe
- Johann Friedrich Kleemann (1729–1788), braunschweig-wolfenbüttelscher Oberamtmann
- Johann Ernst Gottfried Kleemann (1759–1805), schwarzburg-sondershausenscher Amts- und Kommissionsrat sowie Landrentmeister.
- Walther Hans Reinboth (1899–1990), Maler, Dichter und Heimatforscher
- Günther Kaiser (1928–2007), Rechtswissenschaftler und Kriminologe
- Hanns H. F. Schmidt (1937–2019), Schriftsteller, Komponist und Maler

### Personen, die vor Ort gewirkt haben
- Hermann Korb (1656–1735), Baumeister vom Jagdschloss Walkenried
- Heinrich Burchard von Münchhausen (1659–1717), Drost des Klosters Walkenried und Gutsbesitzer in Gatterstädt
- Heinrich Keiser (1899–1957), NSDAP-Kreisleiter Südharz, Likörfabrikant und Inhaber der Klosterbrennerei Walkenried
- Reinhard Roseneck  (1950–2012), Denkmalpfleger und Oberkonservator, prägte und gestaltete das Zisterziensermuseums im Kloster Walkenried